# Decidia soranus
Decidia soranus är en insektsart som först beskrevs av John Obadiah Westwood 1859.  Decidia soranus ingår i släktet Decidia och familjen Pseudophasmatidae. Inga underarter finns listade i Catalogue of Life.